# دارين فليتشر
دارين بار فليتشر (بالإنجليزية: Darren Fletcher)‏، من مواليد 1 فبراير 1984 في دالكيث في اسكتلندا، لاعب كرة قدم أسكتلندي.
بدأ مسيرته الكروية مع نادي مانشستر يونايتد الإنجليزي في عام 2001، انتقل عام 2015 إلى نادي ويست بروميتش ألبيون.
و قد بدأ باللعب مع منتخب اسكتلندا لكرة القدم منذ عام 2003.

## سيرة اللاعب
مانشستر يونايتد
ولد في دالكيث ونشأ في مايفيلد بالقرب من ادنبره، لعب فليتشر مع فريق الشباب في هاتشيسون فالي ونادي الفتيان تينيكاسل قبل أن ينضم إلى مانشستر يونايتد.
لقد كان في مانشستر يونايتد طوال مسيرته الكروية منذ انضمامه لأكاديمية الشباب. انضم إلى مانشستر يونايتد كلاعب شاب في سن ال 11، وكان من المقرر أن يصبح أصغر لاعب يظهر في الفريق الأول لمانشستر يونايتد عندما تم اختياره لاعبا في المبارة الأخيرة من الدوري الممتاز موسم 1999-2000 ضد استون فيلا في 14 مايو 2000.
كان ينظر إليه في البداية باعتباره لاعب خط الوسط وخليفة لديفيد بيكهام والذي رشحه كثيرون لاقتحام الفريق الأول بكل سهولة والبقاء هناك لسنوات عديدة قادمة، ولكن تطور بشكل أفضل كلاعب خط وسط مركزي.
على مدى المواسم القليلة القادمة، تم إشراك فليتشر بشكل محدود بسبب اصابات مختلفة، بما في ذلك كسر في القدم؛ ومع ذلك، من خلال موسم 2002-03، كان قد أصبح عضوا منتظما في الفريق الرديف، وبعد ظهوره في العديد من المباريات كبديل غير مستخدم، لعب أخيرا للفريق الأول في 12 مارس 2003 - ما يقرب من ثلاث سنوات عن الموعد المحدد - في الجانب الأيمن من خط الوسط ضد بازل في دور المجموعات الثاني من دوري أبطال أوروبا.
شارك فليتشر في فريق مانشستر يونايتد خلال الموسم 2003-04، ولعب عددا من المباريات المهمة والبدء في نهائي كأس الاتحاد الانجليزيأمام ميلوول في مايو 2004.
في 1 يناير من 2005، سجل فليتشر هدفه الاولفي مباراة الفوز 2-0 على ميدلسبره.
المسيرة الدولية
بدأ فليتشر كلاعب منتظم لمنخب لاسكتلندا وسجل أول هدف له في الفوز 1-0 على ليتوانيا، بعد أن أتى من مقاعد البدلاء فقط في مبارته الثانية مع المنتخب.
ساعد هدفه اسكتلندا إلى خوض الملحق ليورو 2004 في 26 مايو 2004، وكان قائدا لاسكتلندا للفوز 1-0 في مباراة ودية ضد استونيا في تالين. هذا جعل منه أصغر كابتن لاسكتلندا منذ جون لامبي من كوينز باركفب المبارة التي فازت فيه اسكتلندا على أيرلندا 7-2 يوم 20 مارس 1886 وكان لامبي يبلغ من العمر 17 عاما فقط و 92 يوما.

## حالته الصحية
في ديسمبر 2011، ابعد فليتشر عن كرة القدم بسبب استمرار المشاكل الصحية الناجمة عن التهاب القولون التقرحي.
وقال انه سيعود في 19 سبتمبر 2012، ولكن في وقت لاحق خضع لعملية جراحية لمحاولة التقليل من الآثار المترتبة واستبعد للفترة المتبقية من موسم 2012-13.
عاد إلى الفريق الأول للمرة الثانية ضد استون فيلا يوم 15 ديسمبر 2013.